# Динер, Альфред
Альфред Ди́нер (нем. Alfred Diener; 1 февраля 1927, Йена — 18 июня 1953, Веймар) — немецкий слесарь, участник демонстраций в ходе волнений 17 июня 1953 года в ГДР. Был арестован представителями советских оккупационных властей и казнён в соответствии с вынесенным спустя день приговором.

## Биография

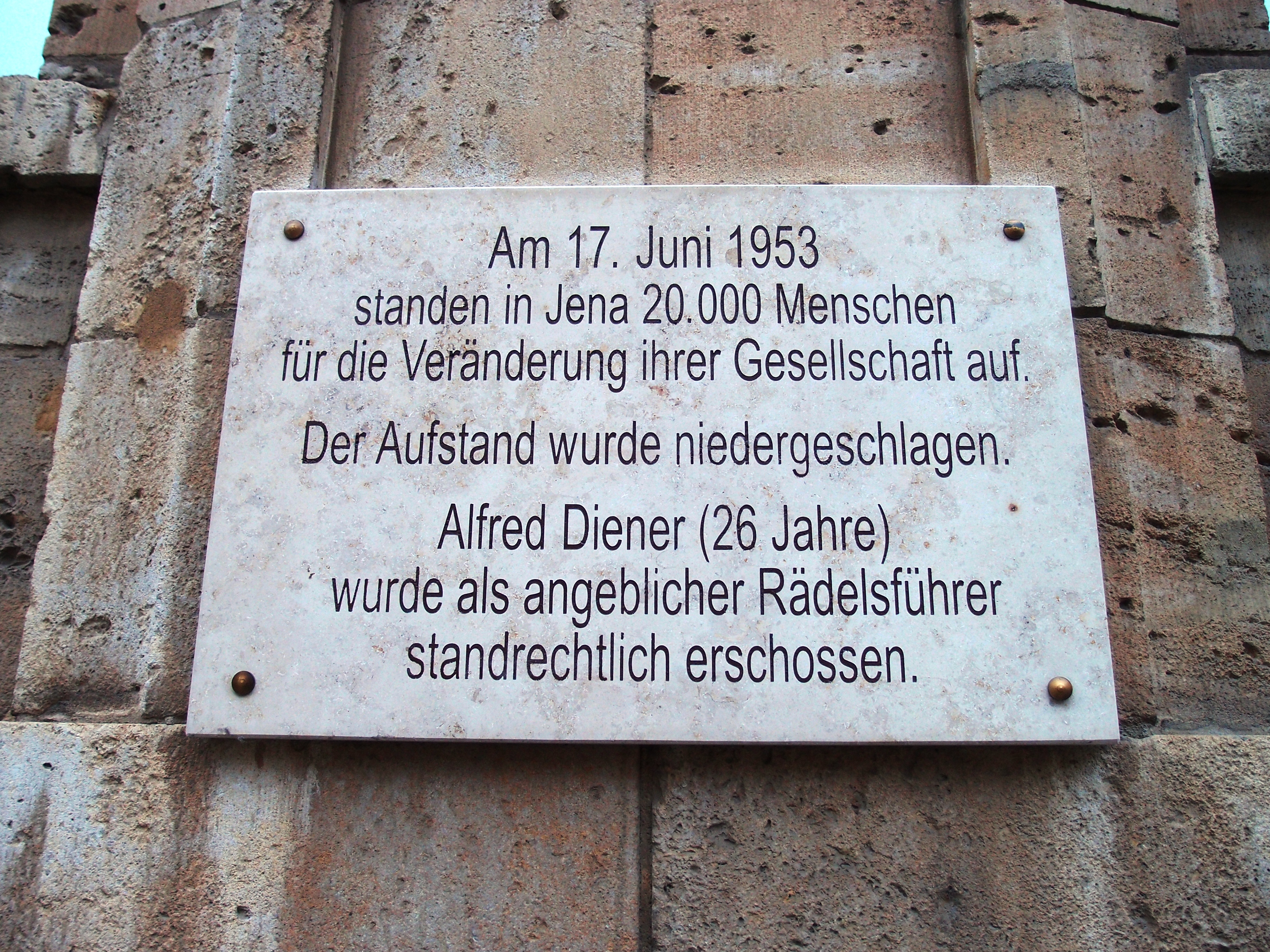
Мемориальная доска участникам событий 17 июня 1953 года на йенской площади Хольцмаркт

Окончив народную школу, Альфред Динер выучился на слесаря, работал по призыву Имперской службы труда и в конце войны воевал на восточном фронте. По окончании войны поступил на службу в Народную полицию и вступил в Коммунистическую партию Германии. В 1949 году выехал на жительство в Западную Германию, но вскоре вернулся в Йену, где работал слесарем в автомастерской. 19 июня 1953 года Динер собирался праздновать свадьбу.
17 июня 1953 года в Йене акции протеста собрали около 20 тыс. человек. Альфред Динер принял участие в штурме здания окружного управления СЕПГ в Йене и входил в группу демонстрантов на переговорах с представителями местного партийного руководства. Около 14:00 группа, в которую также входил Вальтер Шелер, была арестована советскими военными.
18 июня Динера перевезли в Веймар, где он как зачинщик беспорядков был приговорён к смертной казни по прямому указанию из Москвы, как позднее утверждал верховный комиссар СССР в Германии В. С. Семёнов. Приговор был приведён в исполнение по законам военного времени в тот же день в здании советской комендатуры, где в настоящее время размещается Управление полиции Веймара. Место захоронения останков расстрелянного Динера не установлено до настоящего времени. О казни Динера население проинформировали плакаты сообщения по громкоговорителям.
В 1993 году имя Динера было присвоено одной из улиц в йенском районе Нойлобеда, где была также установлена мемориальная доска. В 1995 году генеральный прокурор РФ отменил приговор и реабилитировал Динера.